# Arenaria schneideriana
Arenaria schneideriana är en nejlikväxtart som beskrevs av Hand.-mazz. Arenaria schneideriana ingår i släktet narvar, och familjen nejlikväxter. Inga underarter finns listade i Catalogue of Life.